# Lumix

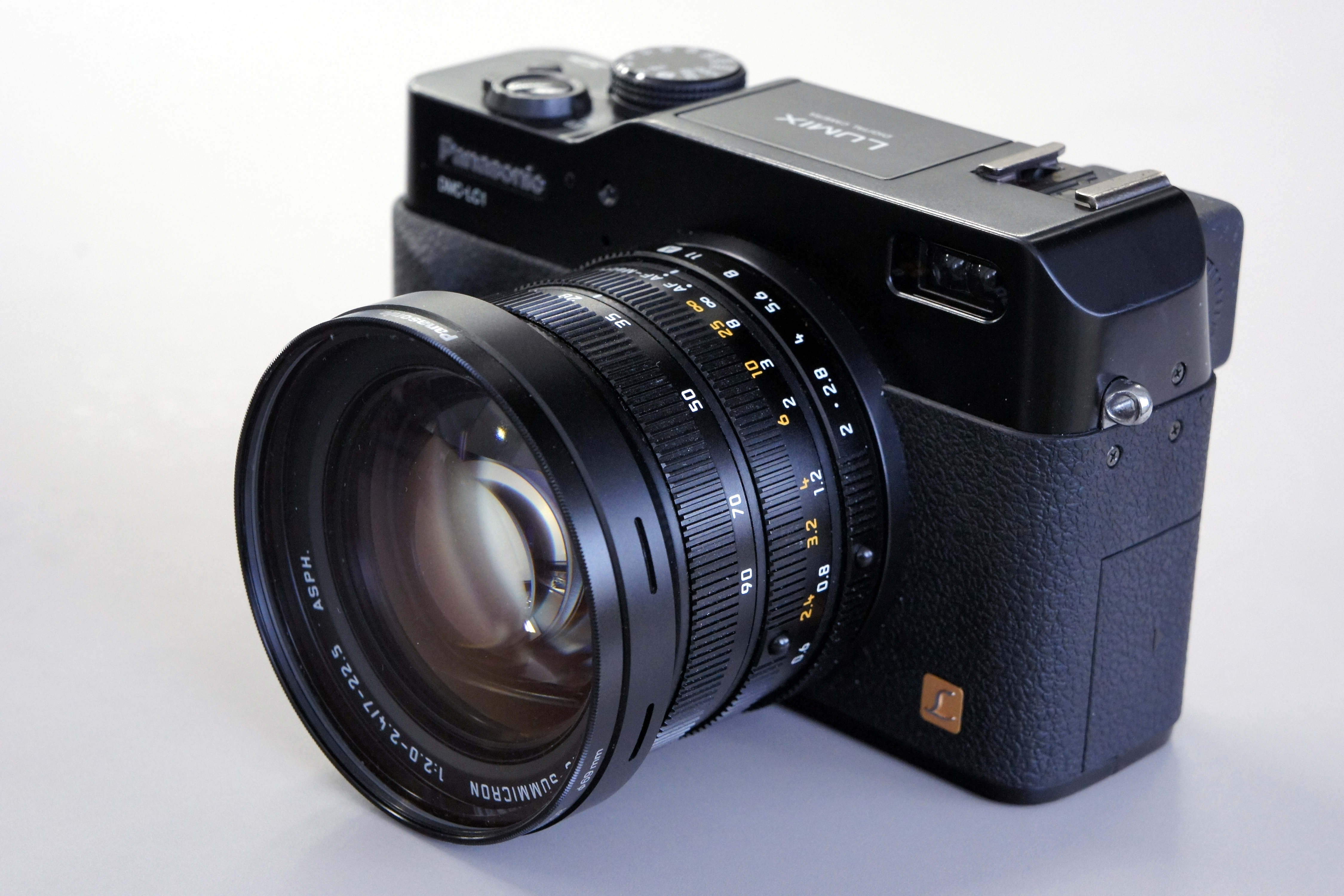
Panasonic Lumix DMC-LC1 (2004)

Lumix (Panasonic Lumix) — семейство цифровых фотоаппаратов Panasonic. Под маркой Lumix выпускается широкий спектр аппаратов: от компактных до цифровых зеркальных камер, а также объективы к ним. Так, Lumix H-FT012 назван первым съёмным 3D-объективом.
Большинство фотокамер Lumix используют процессоры серии Venus Engine для цифровой обработки изображений и оптику немецкой фирмы Leica, разрабатываемой в Германии и собираемой в Японии. Некоторые модели Lumix практически идентичны фотоаппаратам Leica.

## Модельный ряд

### F, FS, FT, FX, FZx, FZx0
- DMC-F: F1, F2, F7.
- DMC-FS: Ультракомпактные фотокамеры среднего класса. Серия была запущена в январе 2008 года. Модели: FS2, FS3, FS5, FS6, FS7, FS10, FS12, FS15, FS20, FS25, FS28, FS30, FS33, FS35, FS37, FS40, FS41, FS42.
- DMC-FT: Ультракомпактные фотокамеры для активного отдыха, пылезащищенные, водонепроницаемые, ударопрочные. Модели: FT1, FT2, FT3, FT10.
- DMC-FX: Ультракомпактные фотокамеры высокого класса. В отличие от большинств других серий, серия FX имеет более стильный внешний вид. Модели: FX1, FX2, FX3, FX5, FX7, FX8, FX9, FX01, FX07, FX10, FX12, FX30, FX33, FX35, FX36, FX37, FX38, FX40, FX48, FX50, FX55, FX60, FX65, FX66, FX68, FX70, FX75, FX77, FX78, FX90, FX100, FX150, FX180, FX500, FX520, FX550, FX580, FX700. Модель FX500 является первой фотокамерой Panasonic Lumix с сенсорным экраном.
- DMC-FZx (исключая DMC-FZx0): Компактные ультразум-фотокамеры. Камеры этой серии имеют широкий спектр настроек и широкий спектр фокусных расстояний при небольшом размере самого аппарата. Модели: FZ1, FZ2, FZ3, FZ4, FZ5, FZ7, FZ8, FZ18, FZ28, FZ38, FZ45.
- DMC-FZx0: псевдозеркальные цифровые фотокамеры. Характерны широкий спектр настроек, поддержка насадок на объективы, широкий спектр фокусных расстояний и достаточно большой размер, более характерный для зеркальных фотоаппаратов. К этой серии относятся модели FZ10, FZ20, FZ30, FZ50, FZ60, FZ100, FZ150, FZ200, FZ300, FZ1000, FZ2000.

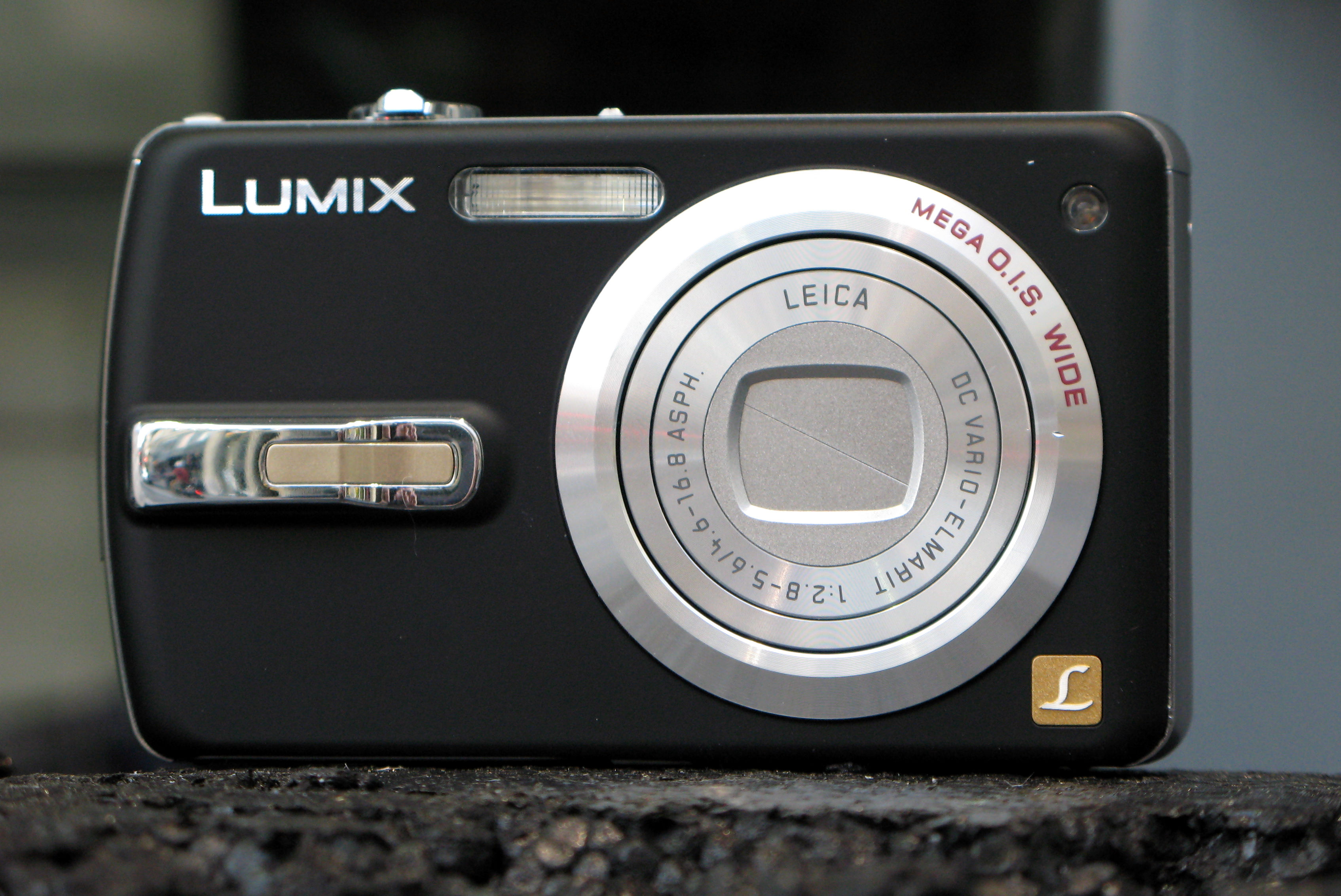
Panasonic Lumix DMC-FX01
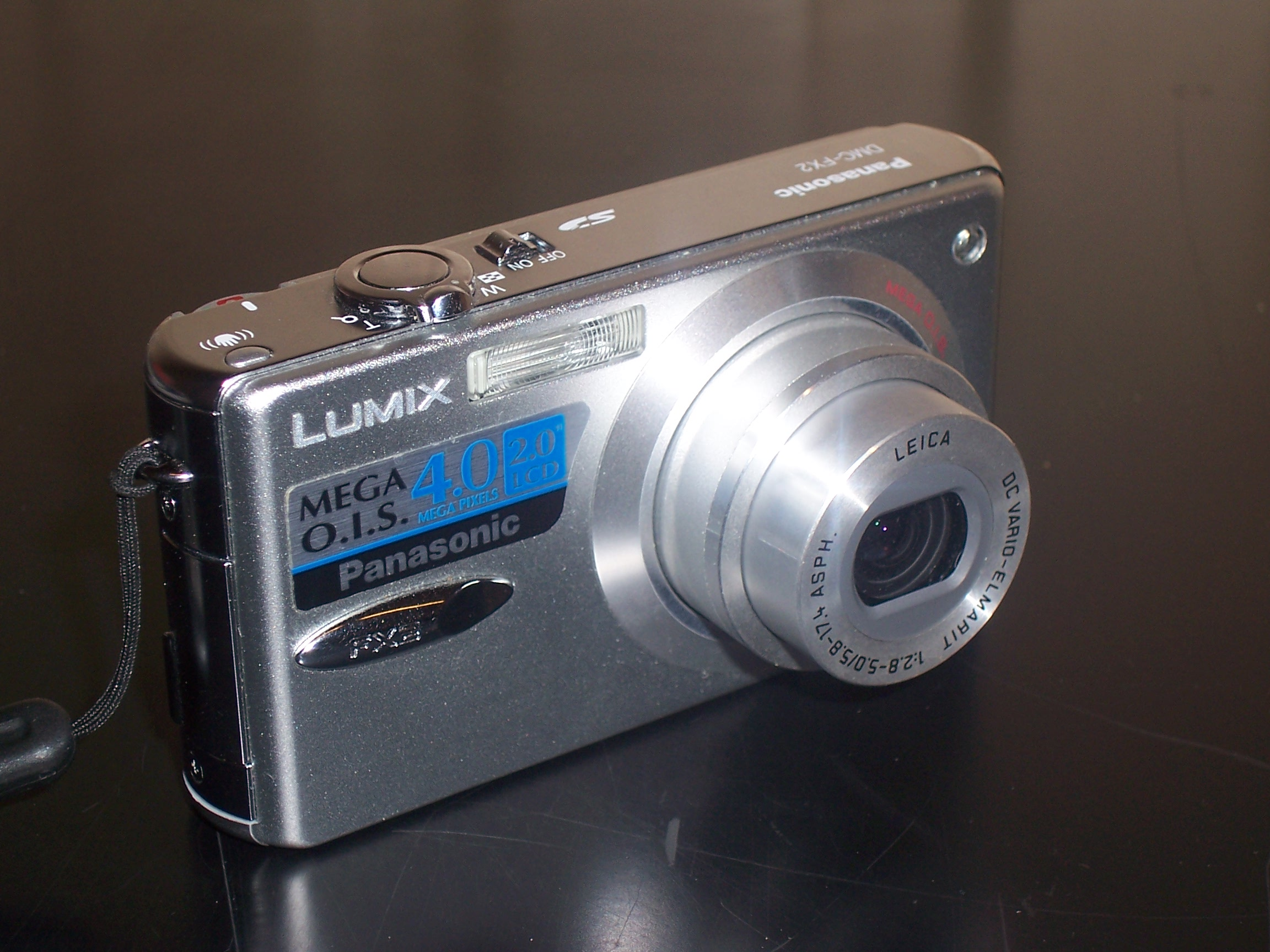
Panasonic Lumix DMC-FX2
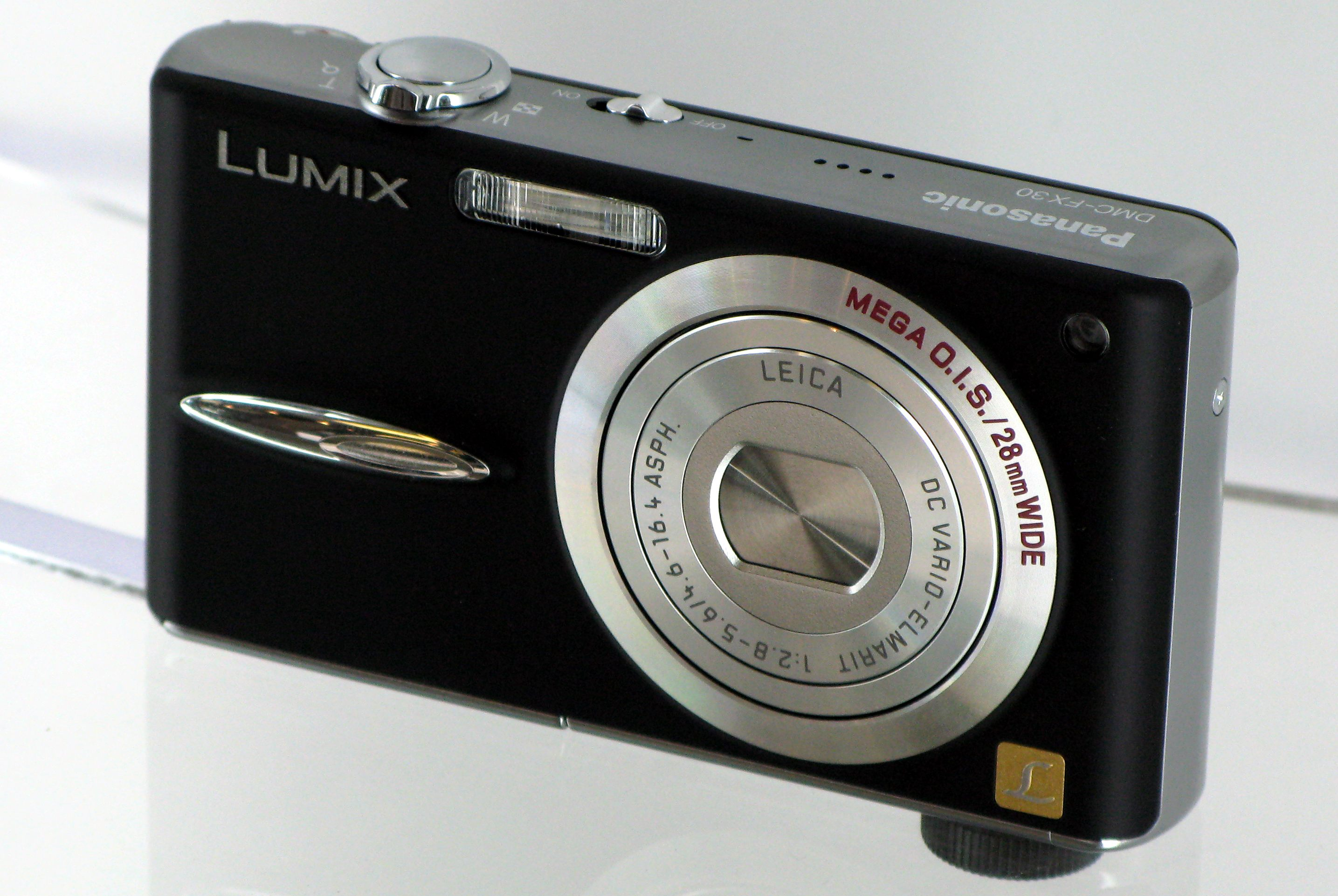
Panasonic Lumix DMC-FX30
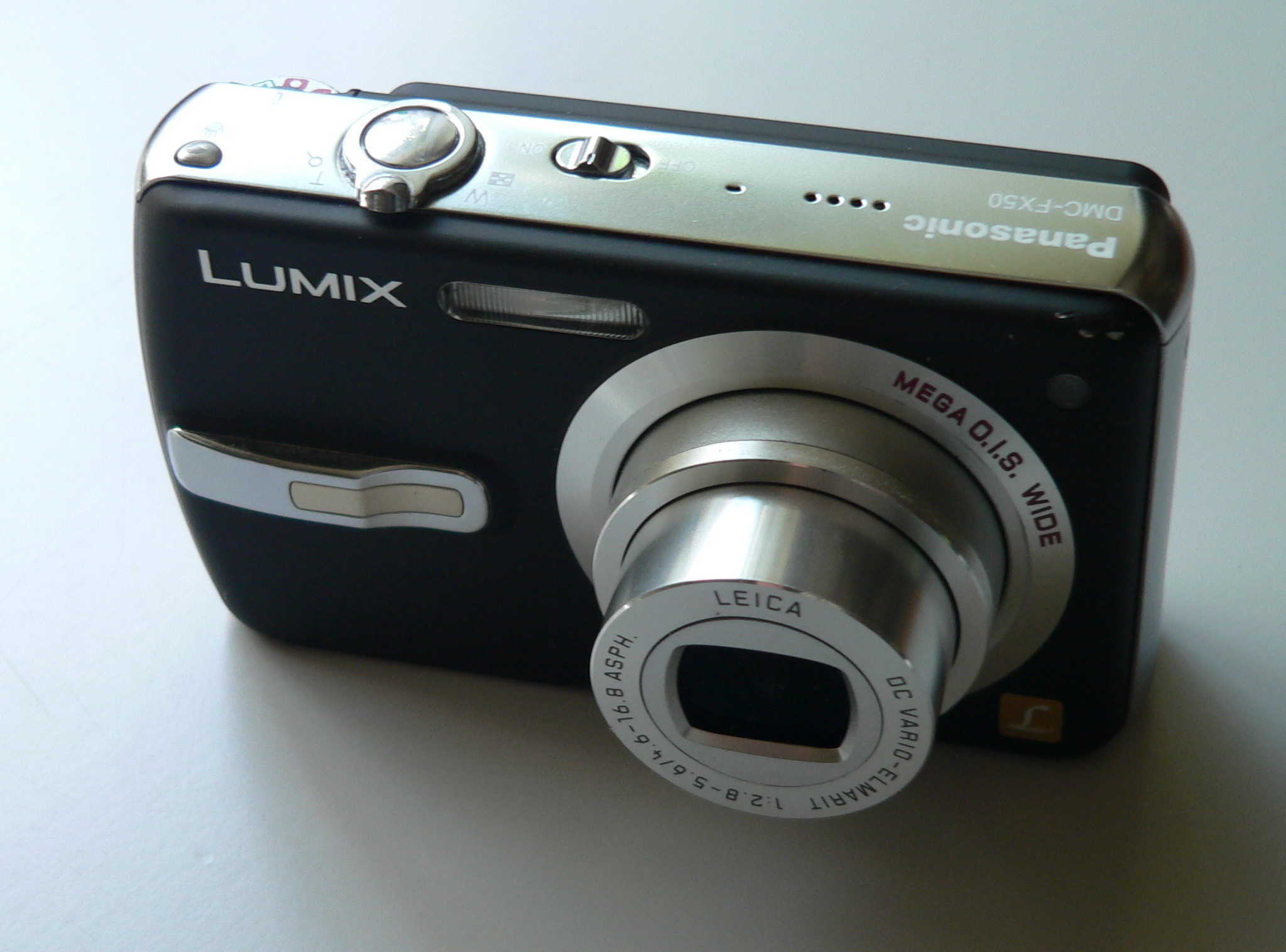
Panasonic Lumix DMC-FX50
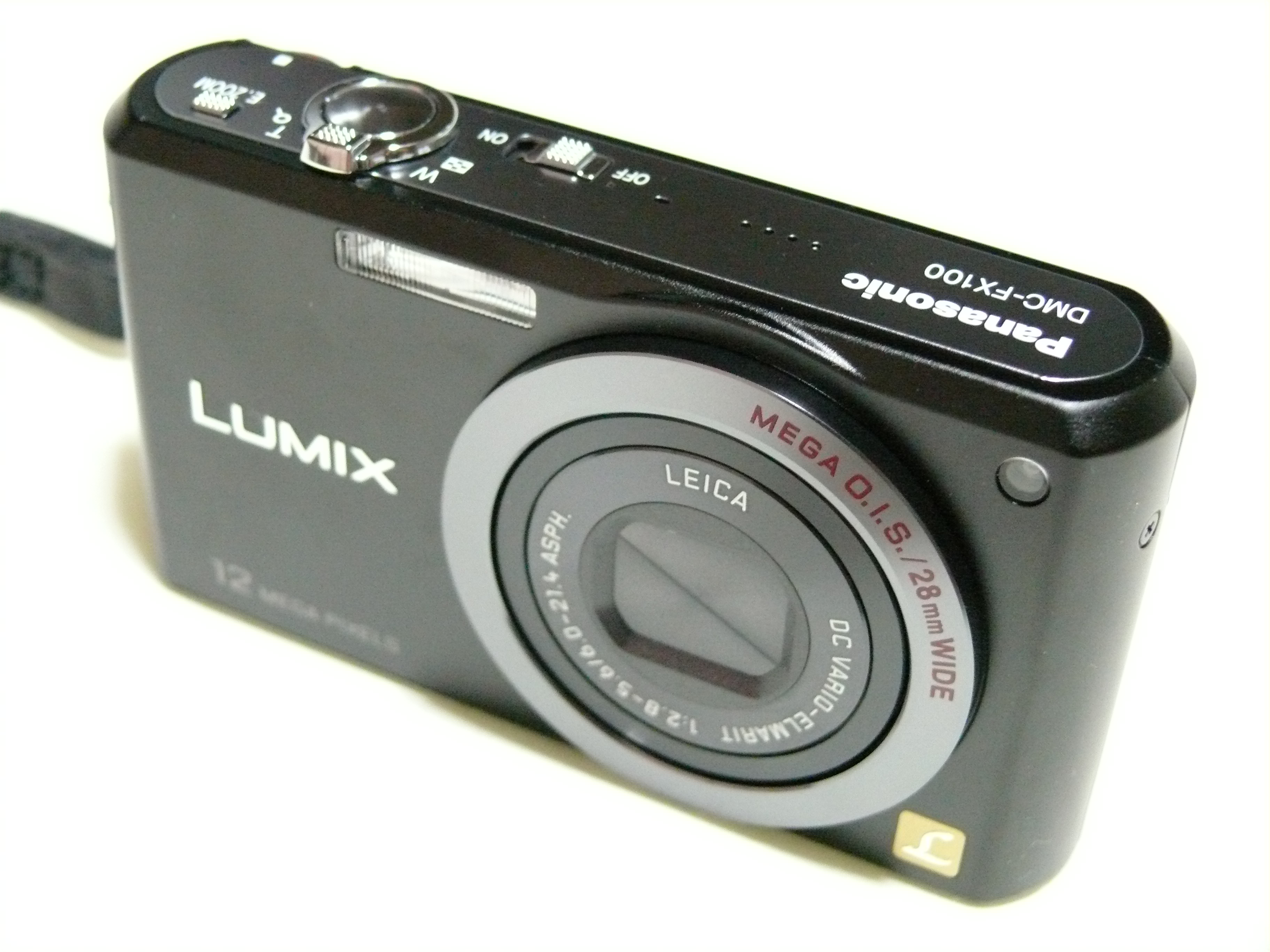
Panasonic Lumix DMC-FX100
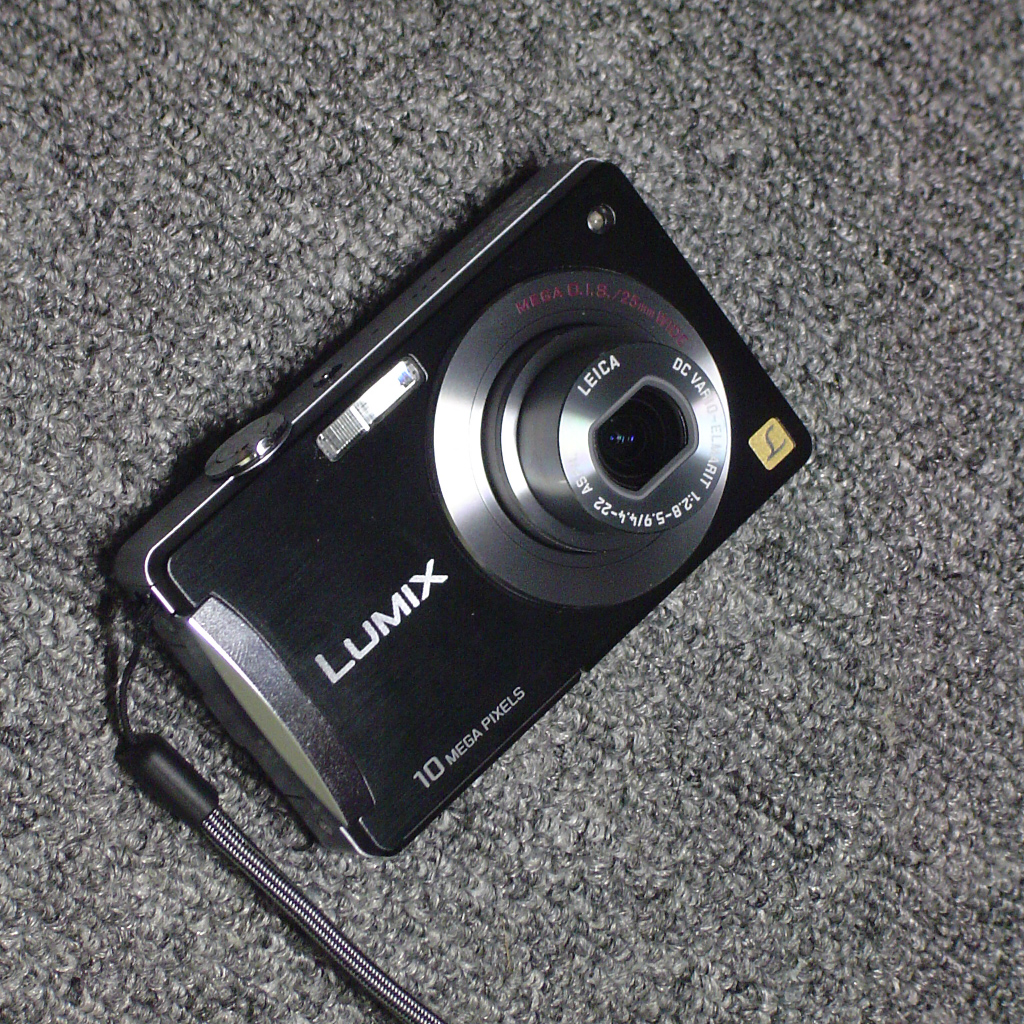
Panasonic Lumix DMC-FX500
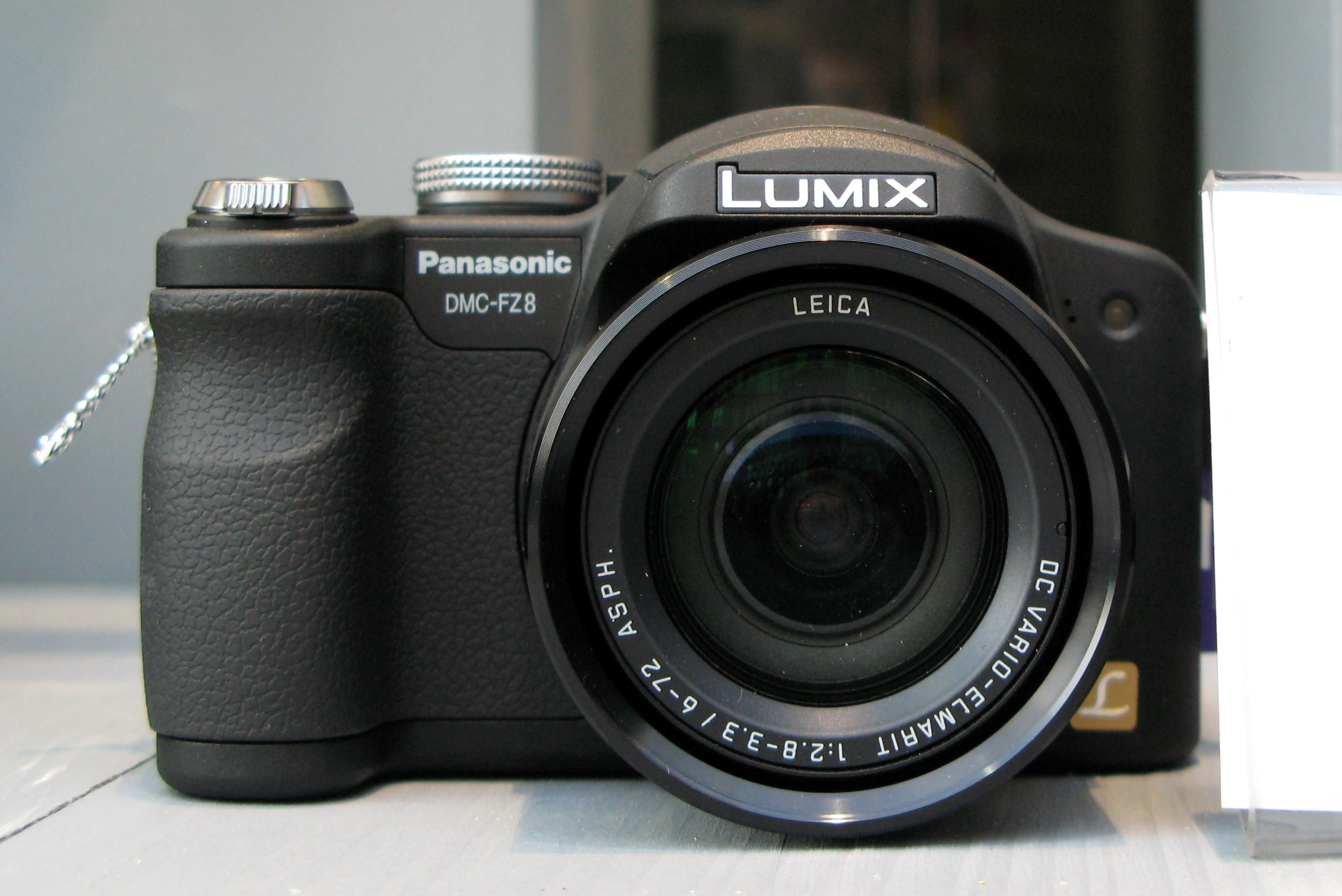
Panasonic Lumix DMC-FZ8
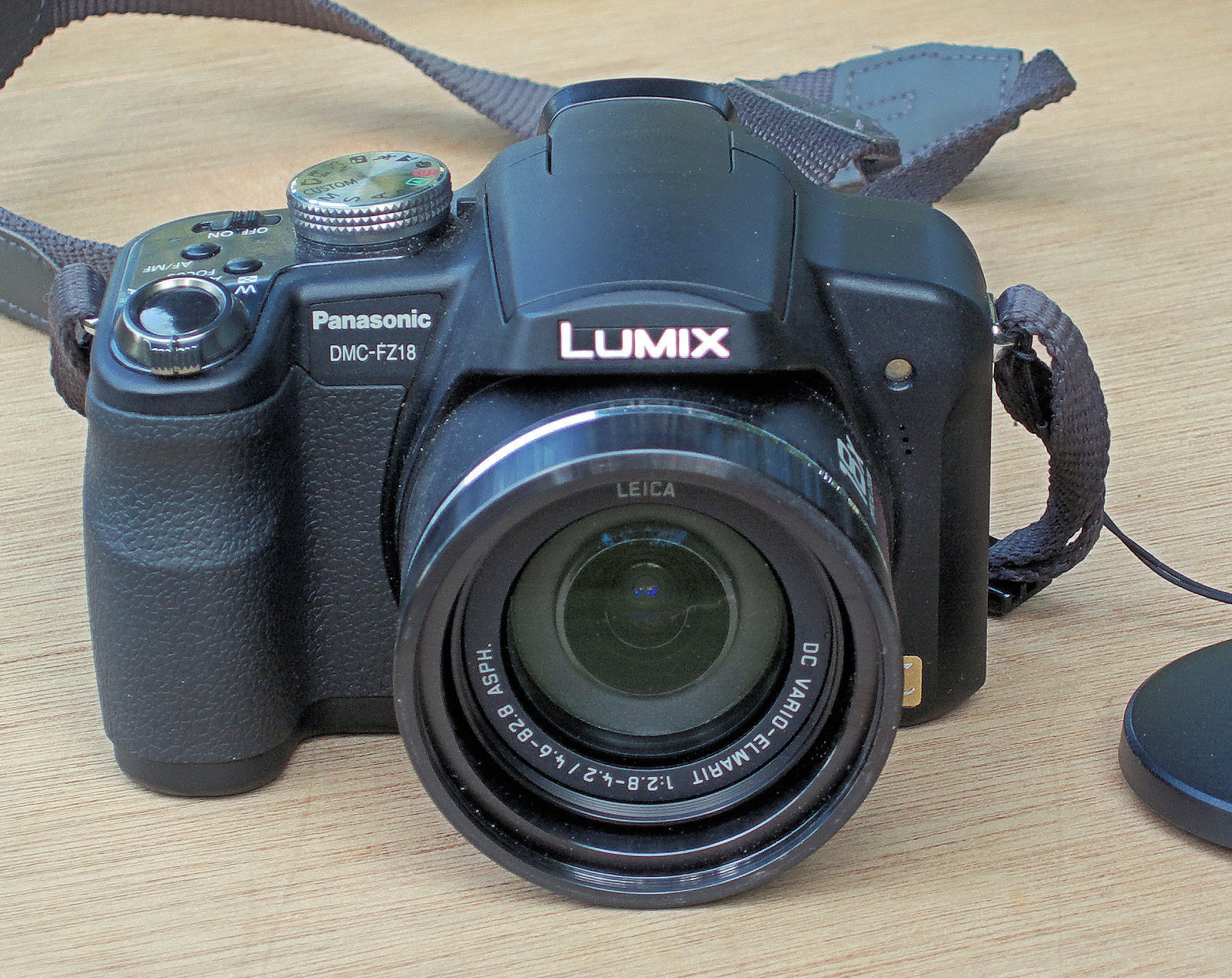
Panasonic Lumix DMC-FZ18
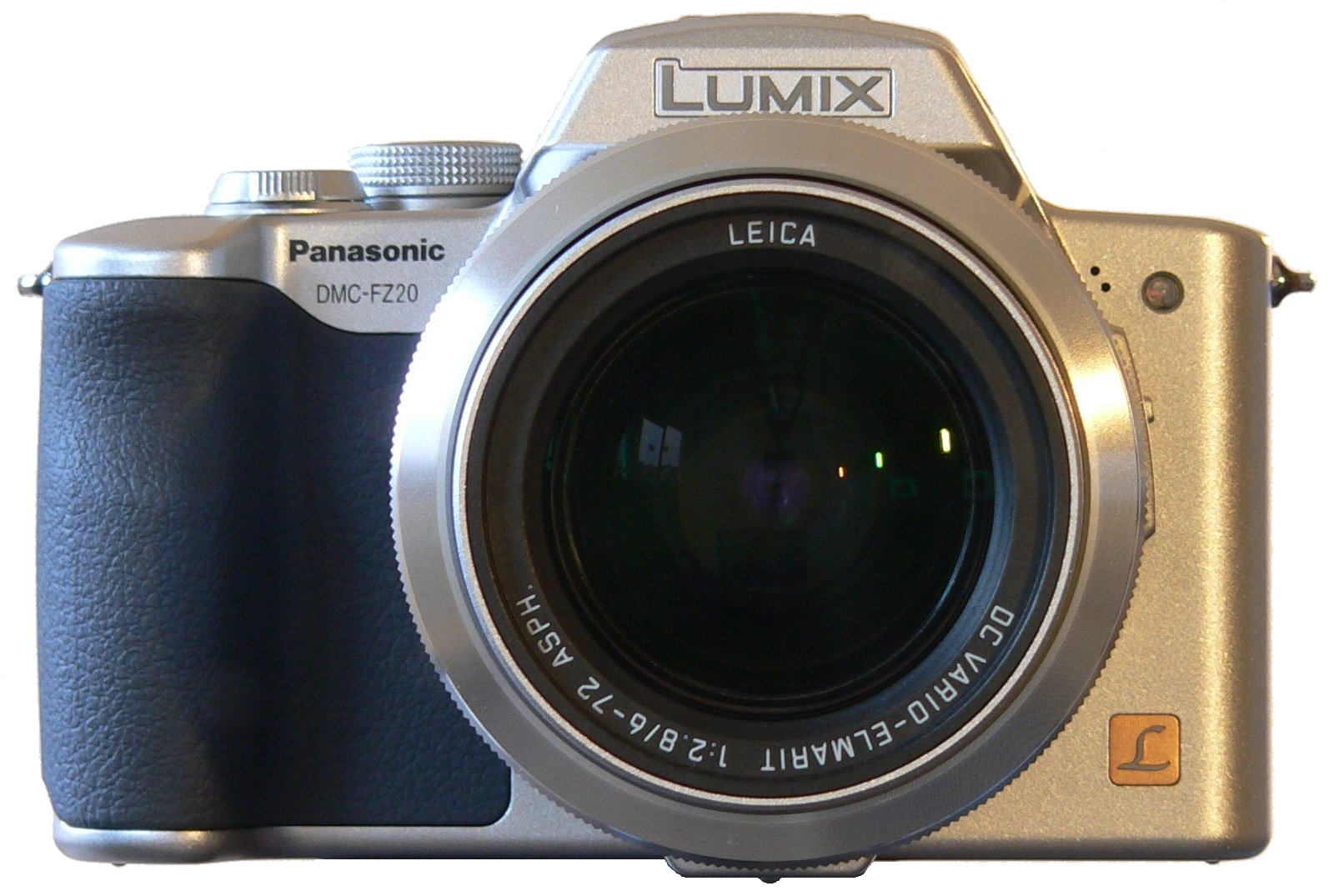
Panasonic Lumix DMC-FZ20
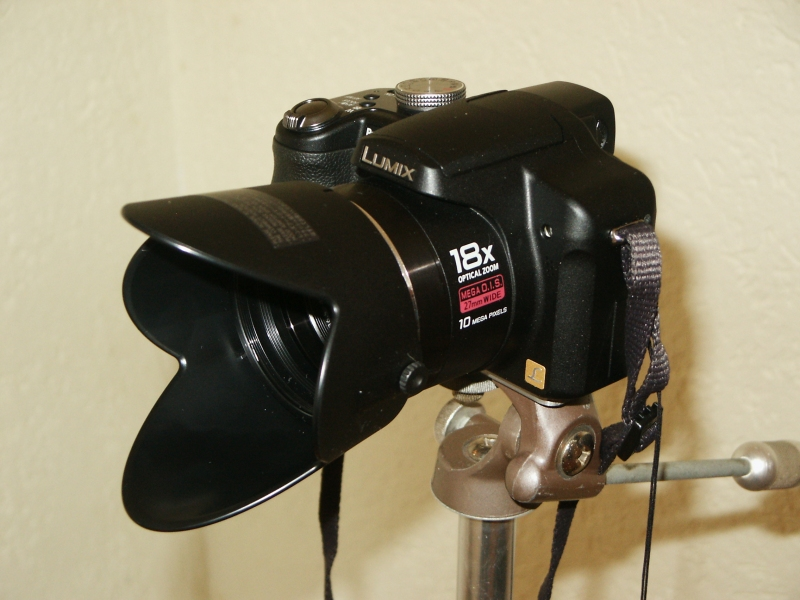
Panasonic Lumix DMC-FZ28
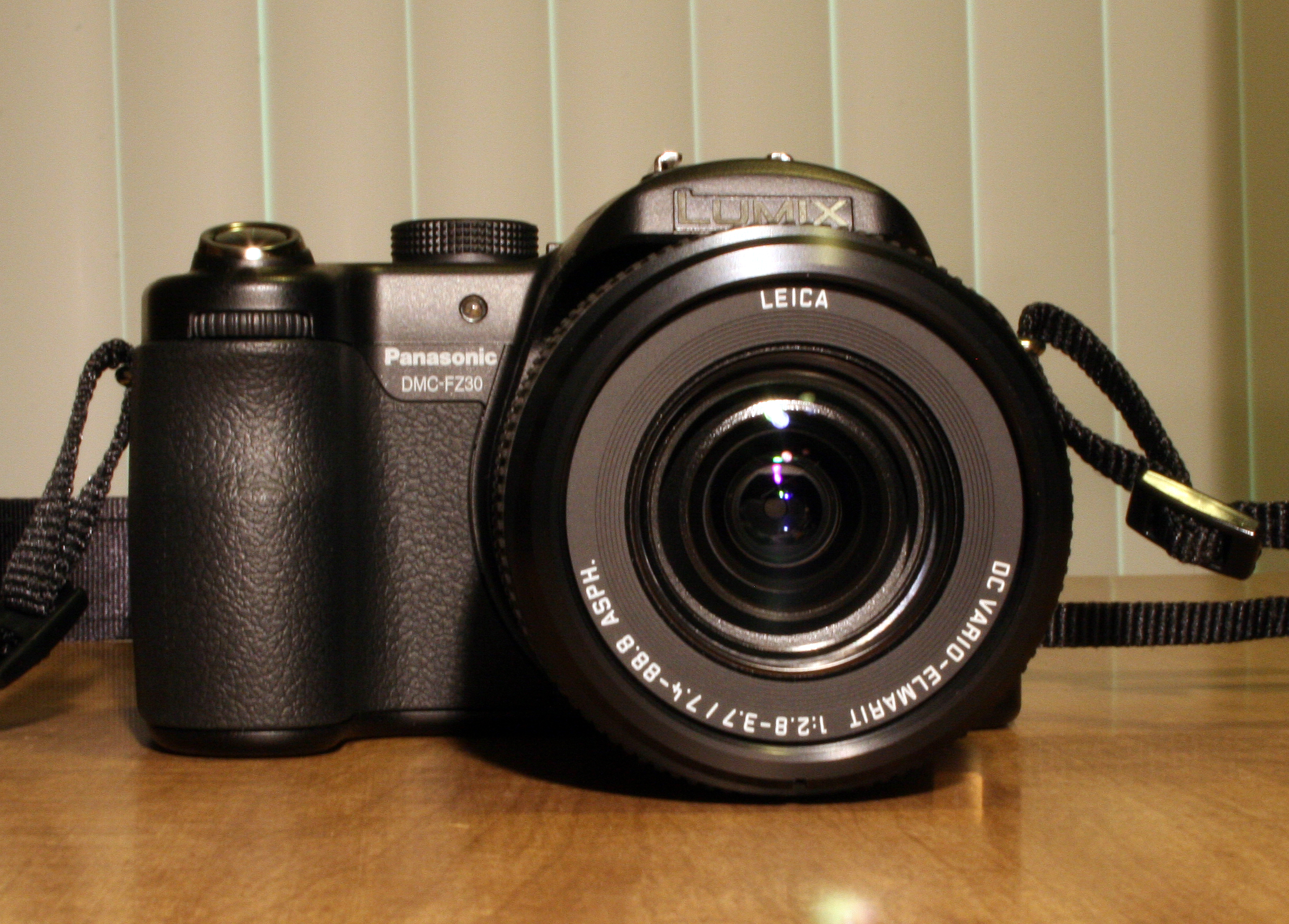
Panasonic Lumix DMC-FZ30
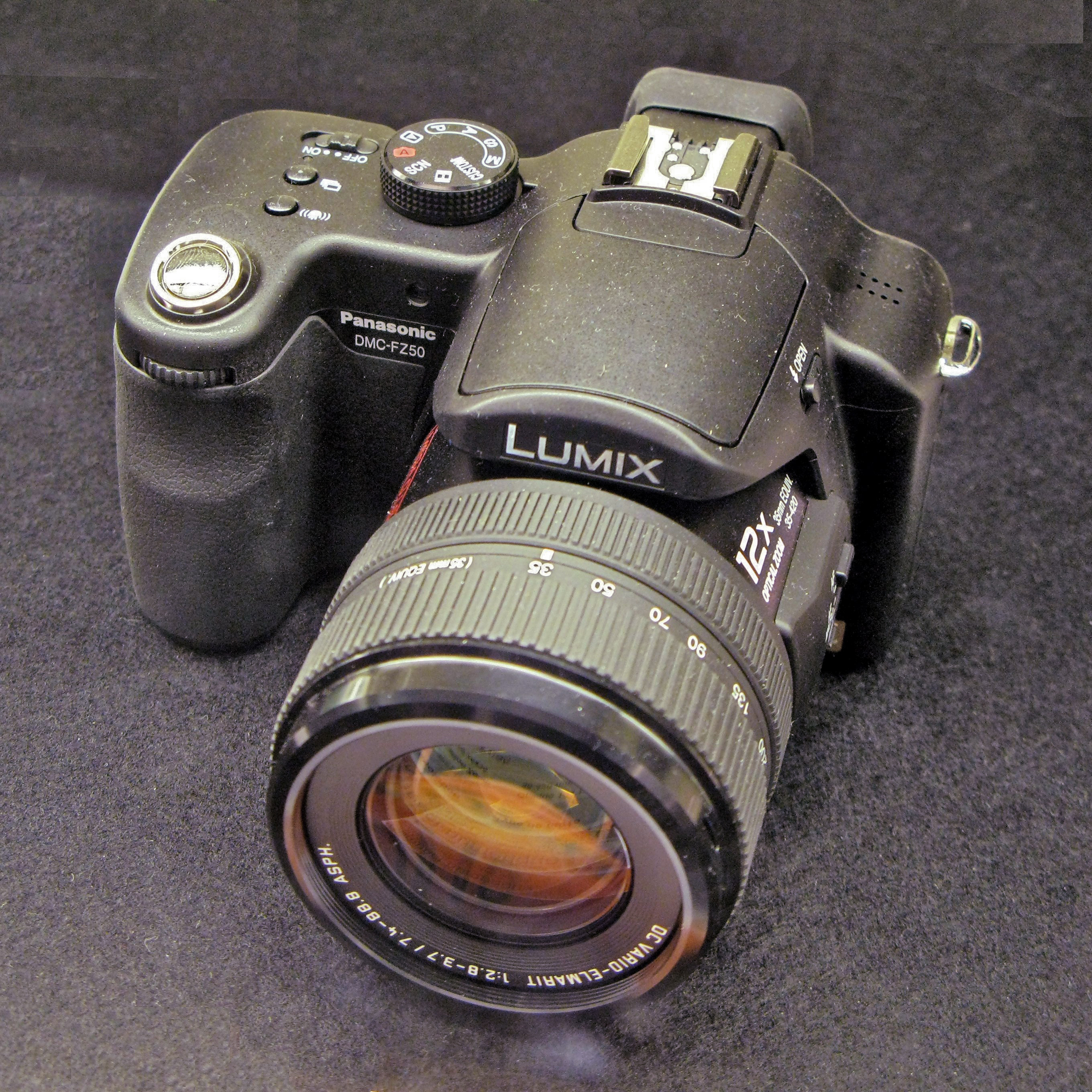
Panasonic Lumix DMC-FZ50

### GH, GX, G, GF
- DMC-G: Беззеркальные фотокамеры, поддерживающие стандарт Микро 4:3. Имеют электронный видоискатель и сменные объективы. Модели: G1, G2, G10, G3, G5, G6, G7, G80, G9, G90
- DMC-GH: Модели: GH1, GH2, GH3, GH4, GH5, GH5S, GH6, GH7
- DMC-GX: Модель: GX1, GX7, GX8, GX80/85, GX9
- DMC-GF: Модели: GF1, GF2, GF3, GF5, GF6, GF7.

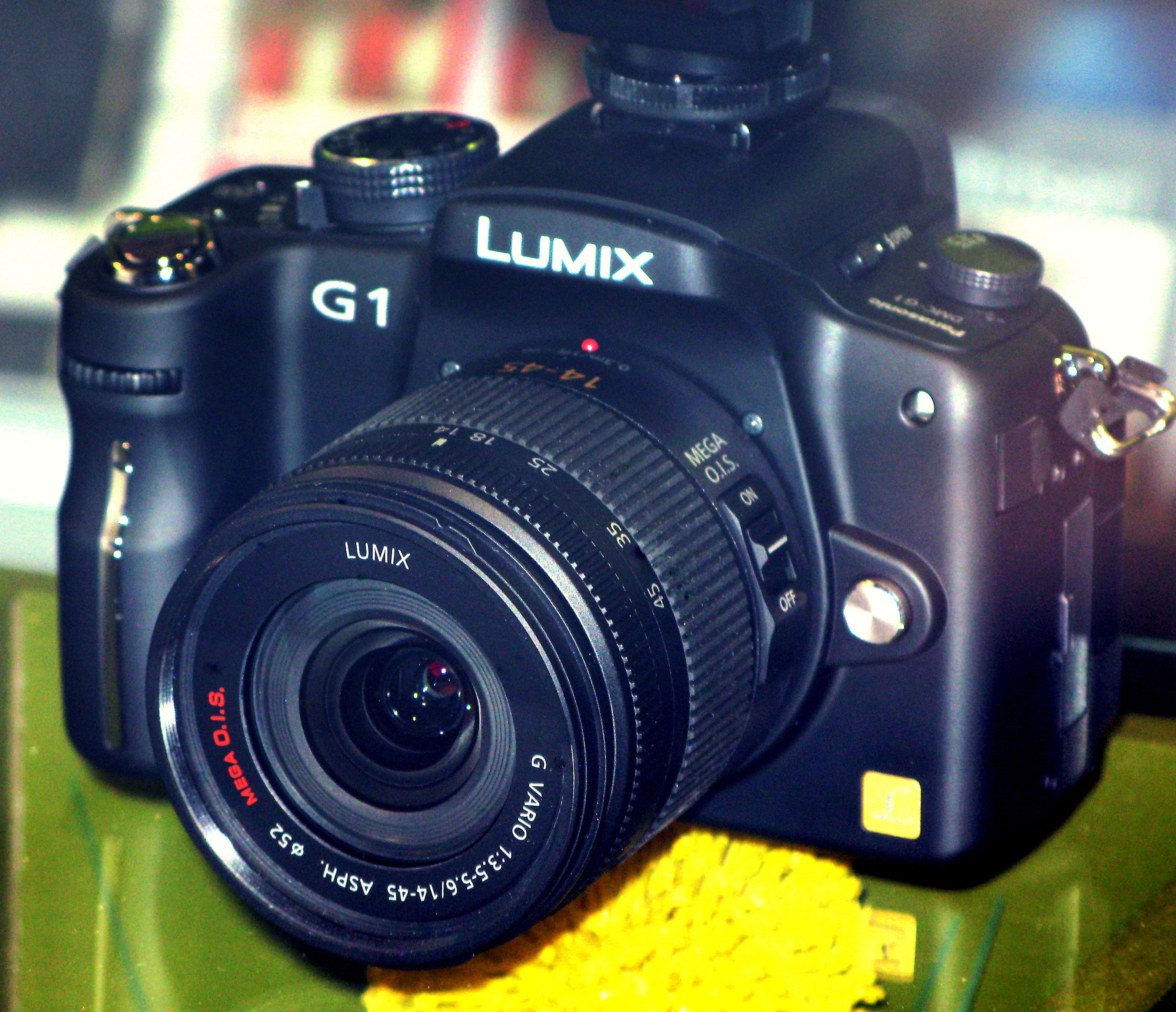
Panasonic Lumix DMC-G1

### L, LC, LS, LZ, LX
- DMC-L: Цифровые однообъективные зеркальные фотокамеры. Первой камерой серии стала L1. Позднее — L10.
- DMC-LC: Средних размеров фотокамеры среднего и высшего класса. Серия снята с производства. Модели: LC1, LC5, LC20, LC33, LC40, LC43, LC50, LC70, LC80.
- DMC-LS: Бюджетные компактные фотокамеры с пластмассовым корпусом и питанием от двух элементов AA. Модели: LS1, LS2, LS3, LS5, LS6, LS60, LS70, LS75, LS80, LS85, LS86.
- DMC-LX: Компактные фотокамеры высокого класса. Оснащены широкоформатным (16:9) ПЗС-сенсором (вместо традиционных 4:3). Для камер этой серии характерно также наличие широкого спектра настроек и поддержка формата Raw. Модели: LX1, LX2, LX3, LX5, LX7, LX9.
- DMC-LZ: Продвинутые бюджетные компактные фотокамеры. Характерно наличие некоторых функций, присущих более дорогим моделям. Модели: LZ1, LZ2, LZ3, LZ5, LZ6, LZ7, LZ8, LZ10.

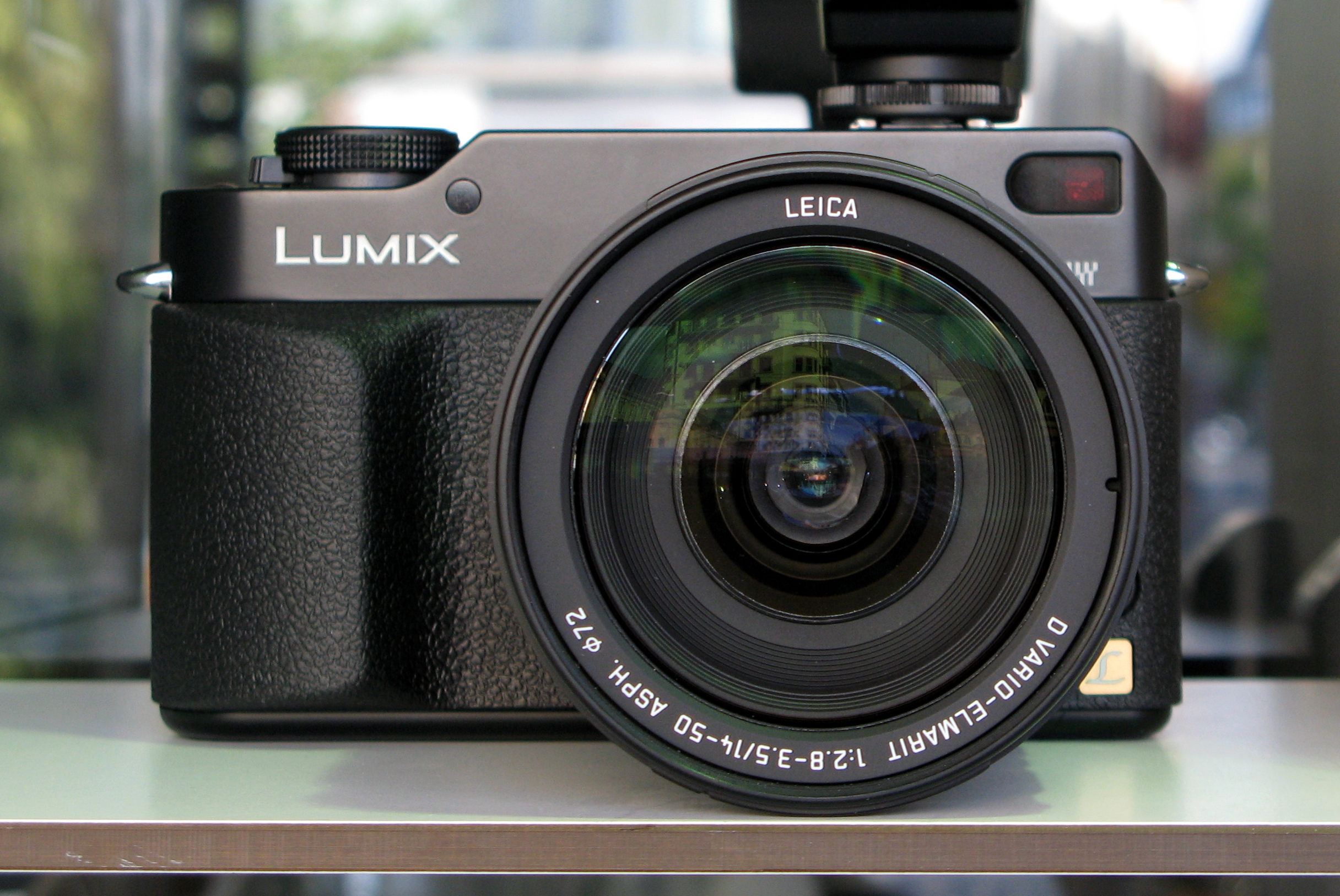
Panasonic Lumix DMC-L1
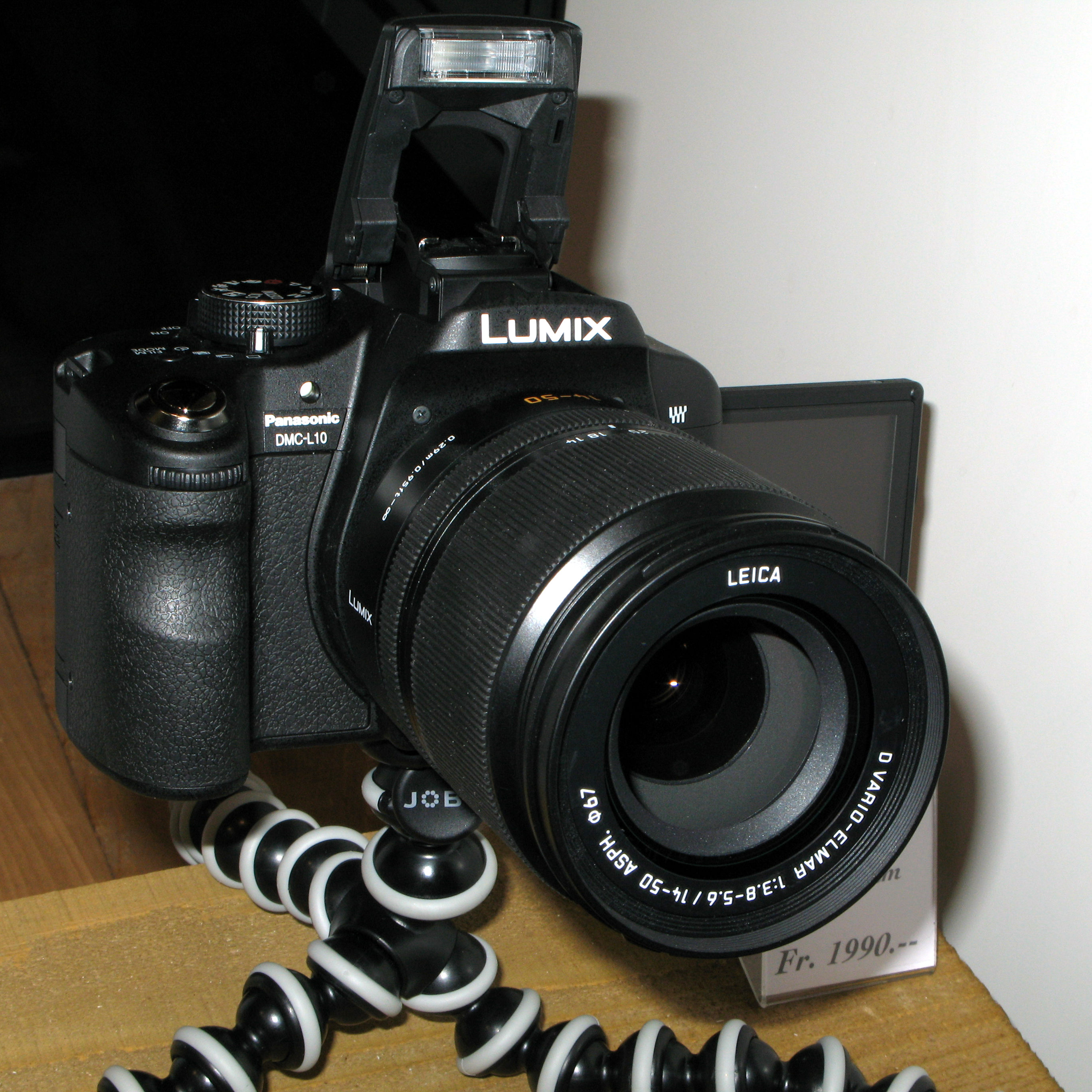
Panasonic Lumix DMC-L10
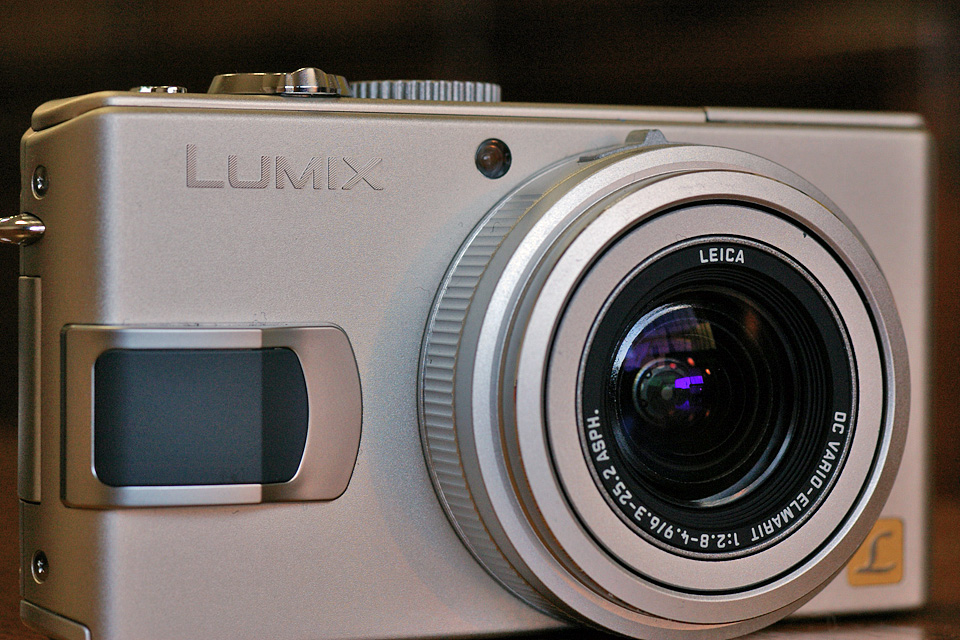
Panasonic Lumix DMC-LX1
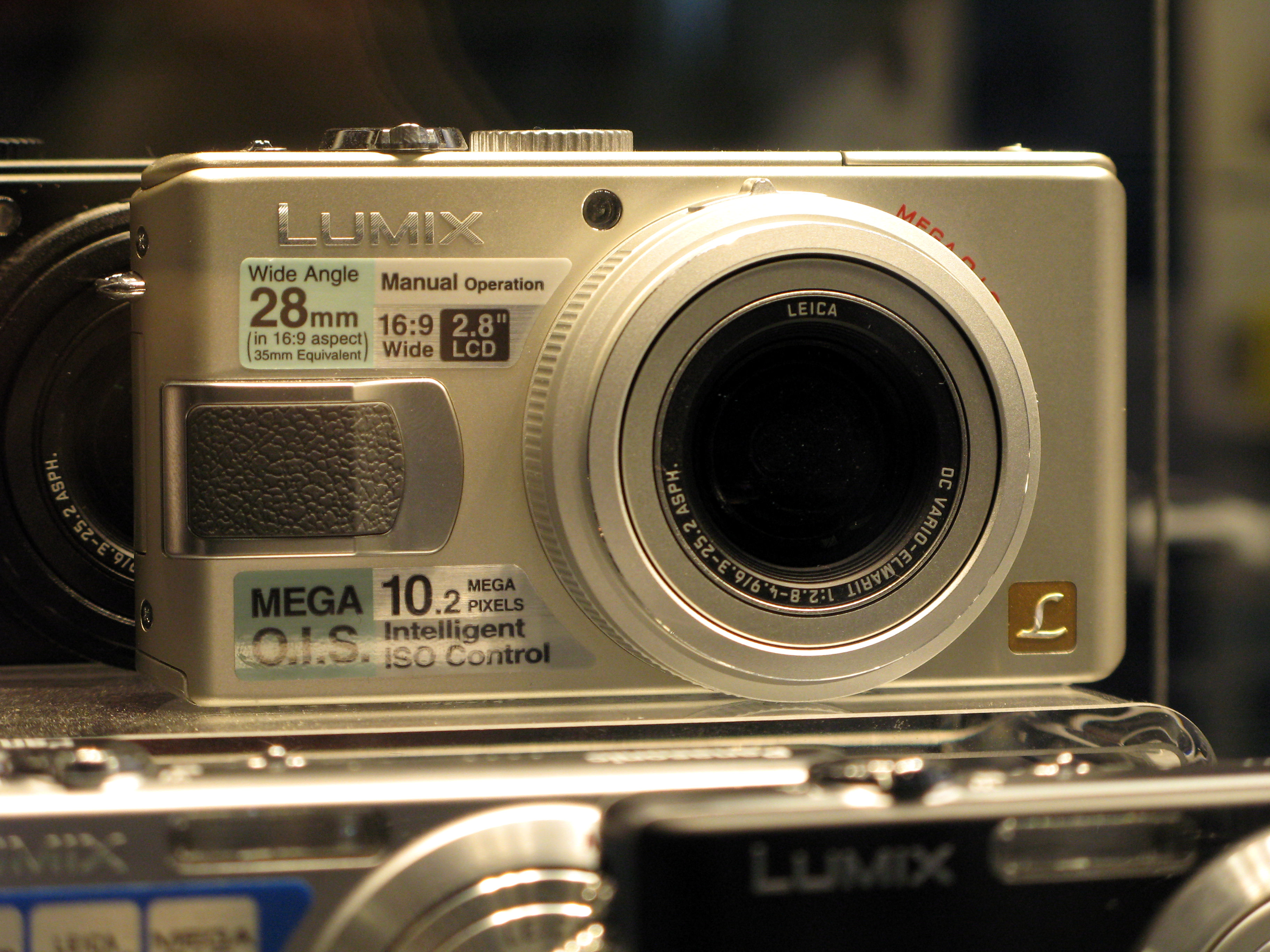
Panasonic Lumix DMC-LX2
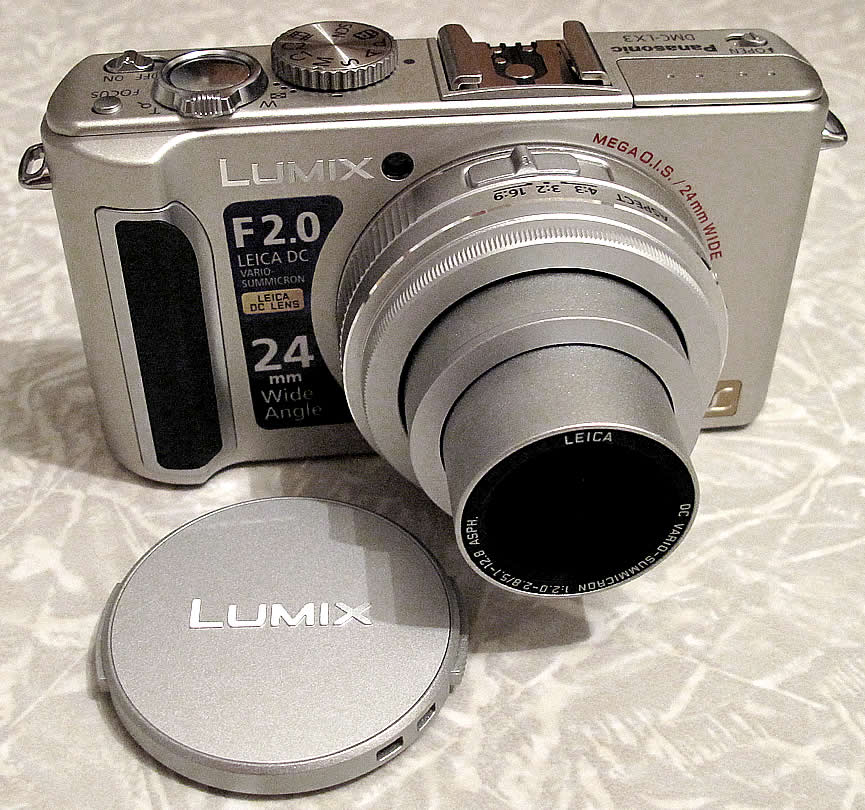
Panasonic Lumix DMC-LX3
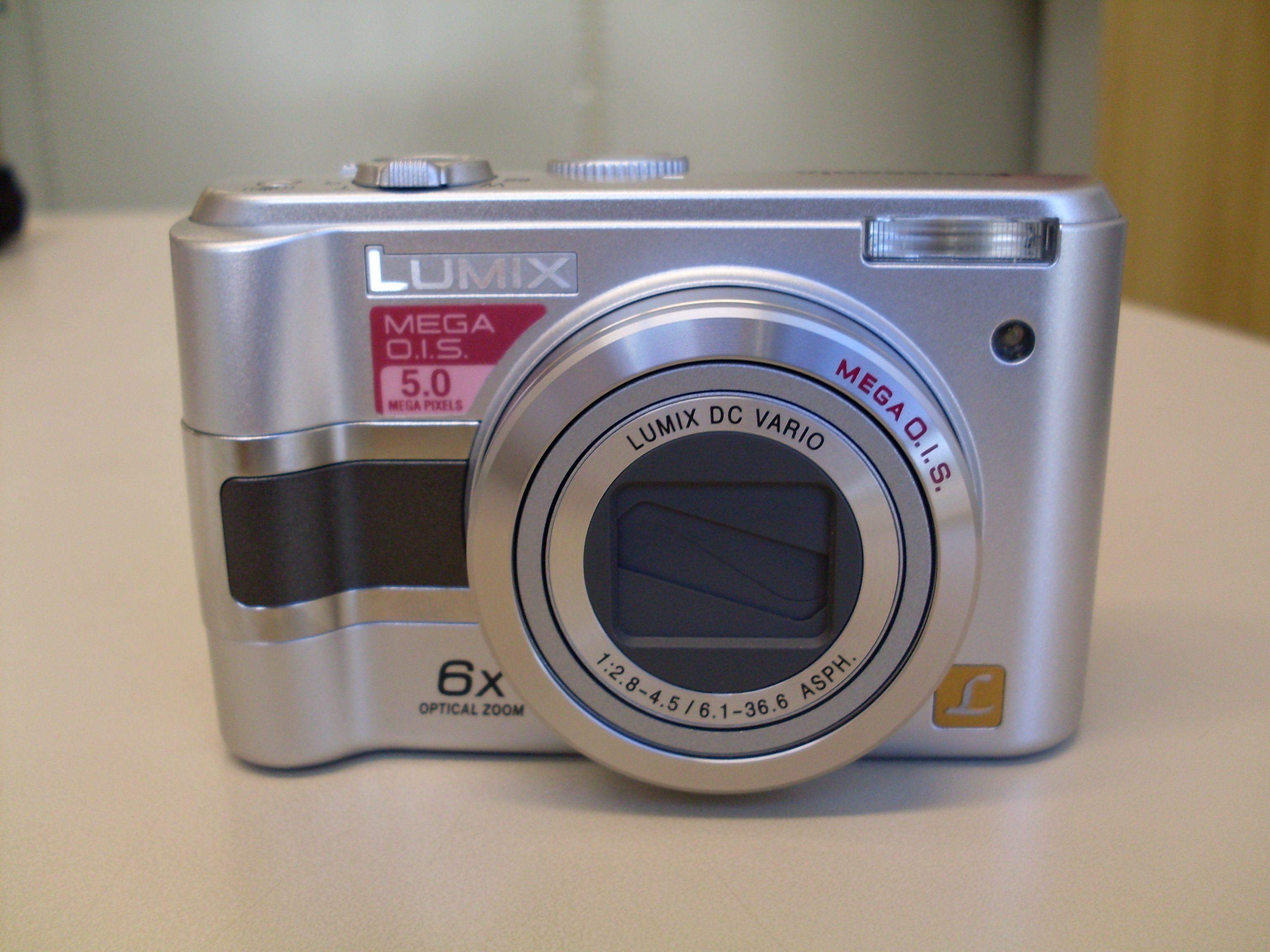
Panasonic Lumix DMC-LZ3
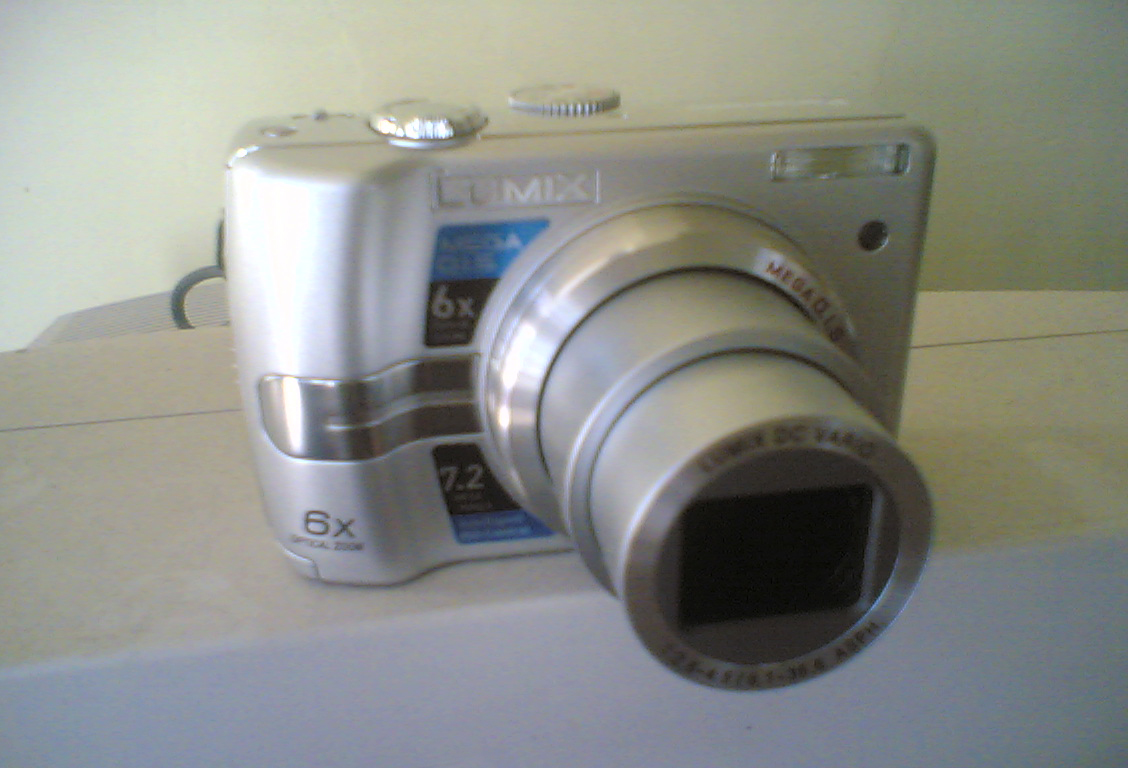
Panasonic Lumix DMC-LZ7

### TS, TZ
- DMC-TS: Водонепроницаемые, ударопрочные и пылезащитные компактные фотокамеры. Включает модель TS1 (FT1), позволяющую также записывать видео.
- DMC-TZ: Компактные фотокамеры с оптическим зумом 10—20× и стабилизацией изображения. Имеют широкое фокусное расстояние и позиционируются как фотоаппараты для туристов. Модели: TZ1, TZ2, TZ3, TZ4, TZ5, TZ6, TZ7, TZ50,TZ8, TZ10, TZ18, TZ20, TZ30, TZ40, TZ80, TZ90, TZ95.

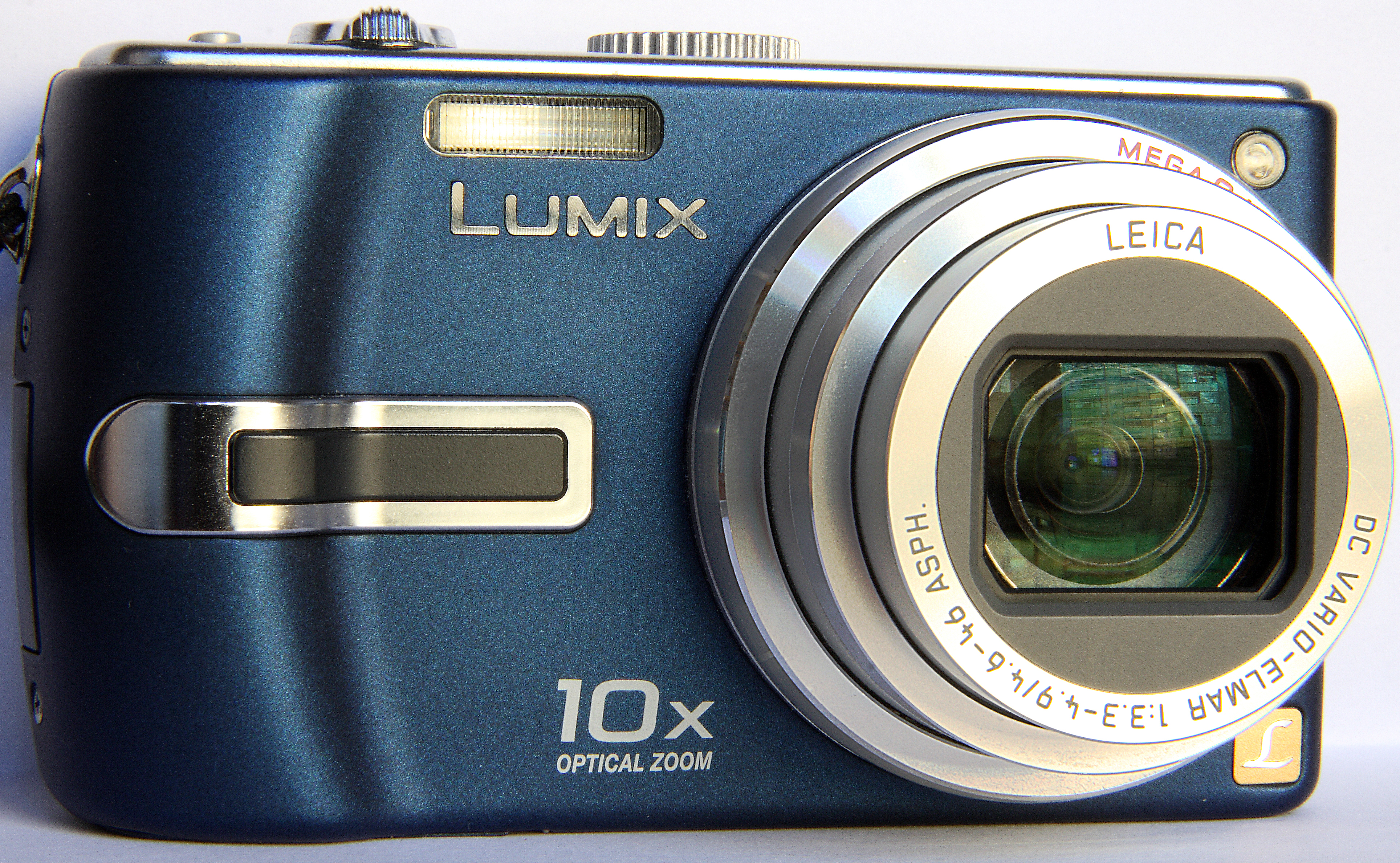
Panasonic Lumix DMC-TZ3
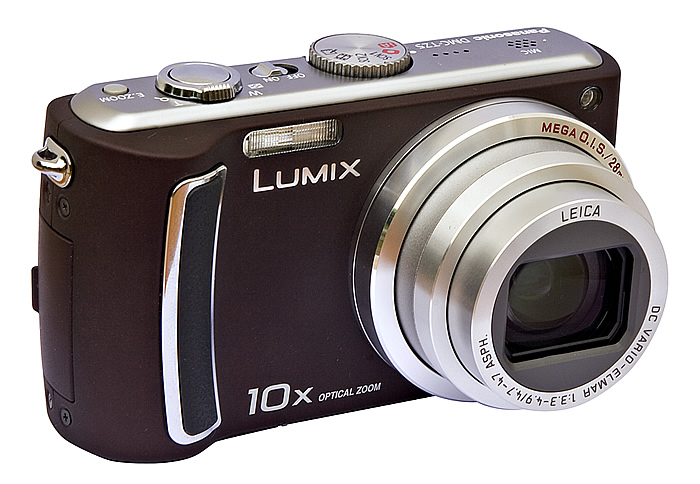
Panasonic Lumix DMC-TZ5

### ZS
- DMC-ZS: Альтернативное наименование некоторых моделей серии DMC-TZ для продажи в Северной Америке.